# Abies balsamea var. phanerolepis
Abies balsamea var. phanerolepis Fernald, o Abete di Canaan, è una varietà naturale di A. balsamea appartenente alla famiglia delle Pinaceae, endemica di alcune località montane della Virginia e della Virginia Occidentale, la più nota delle quali è la valle di Canaan, da cui il nome comune relativo.

## Etimologia
Il nome generico Abies, utilizzato già dai latini, potrebbe, secondo un'interpretazione etimologica, derivare dalla parola greca ἄβιος = longevo. Il nome specifico balsamea deriva dal greco βάλσαμον = balsamo e fa riferimento alle sostanze resinose di questa specie, utilizzate per la produzione del balsamo del Canada. L'epiteto phanerolepis deriva dal greco antico ed è una parola composta da φανερόσ = manifesto, evidente e da λεπίϛ = squama, scaglia, in riferimento alle brattee molto vistose che ricoprono i macrosporofilli dei coni.

## Descrizione

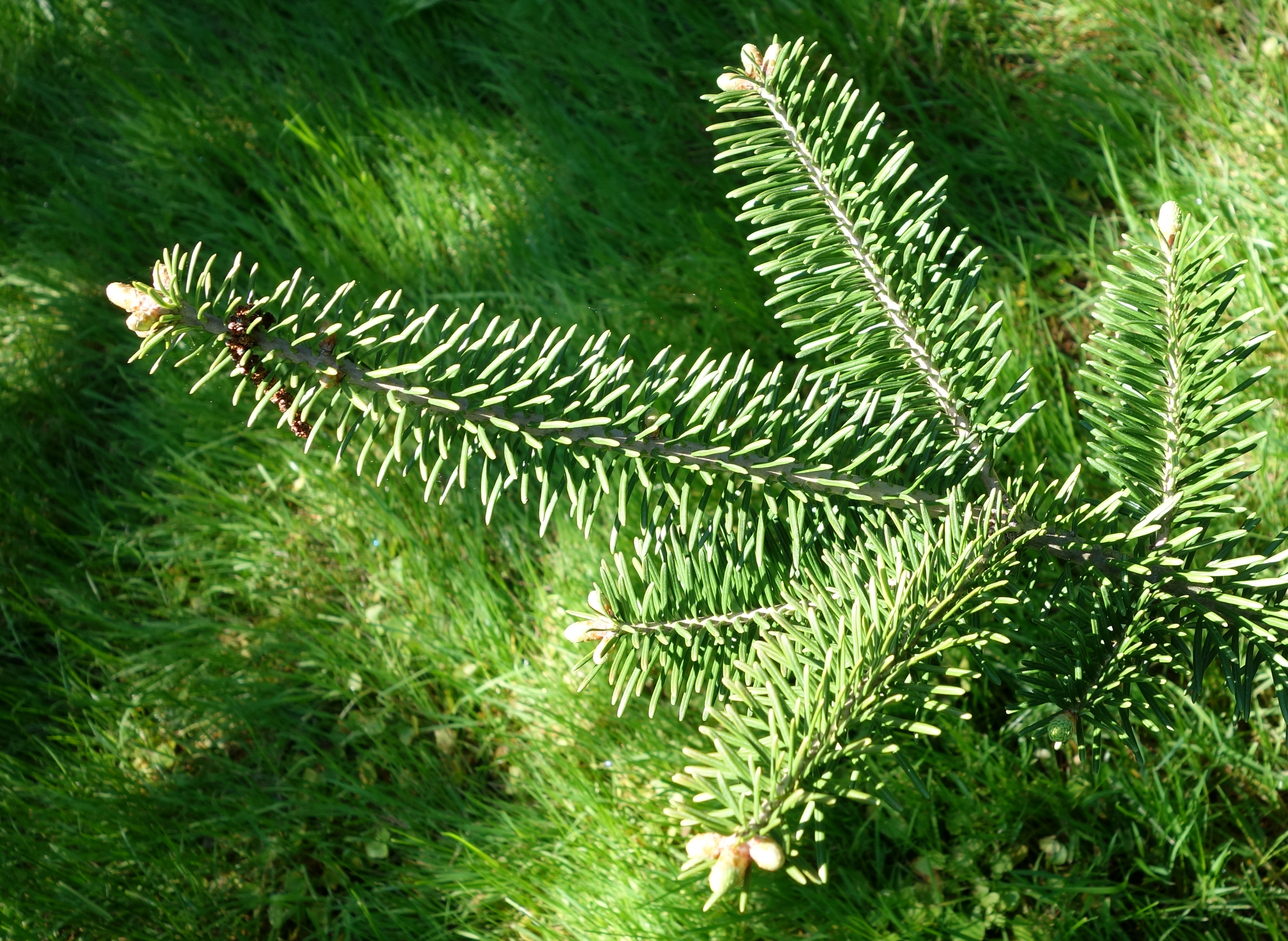
Var. phanerolepis

Questa varietà differisce da A. balsamea per i coni femminili leggermente più piccoli (lunghi 1,9–5 cm e larghi 1,5–2 cm, purpurei da giovani, poi marroni-grigiastri o nerastri, con pubescenza marrone) e per le brattee dei macrosporofilli più lunghe con cuspidi prominenti.

## Distribuzione e habitat
Cresce sui monti Appalachi fino a quote intorno ai 1200 m in foreste pure o miste con Tsuga canadensis e specie del genere Acer.
Un'importante caratteristica di questa varietà è la capacità di prosperare in zone non facilmente colonizzabili da altre specie di abeti endemici; per esempio è molto più tollerante dei suoli molto umidi rispetto ad A. Fraseri e sopporta meglio le gelate tardive primaverili rispetto a A. balsamea in quanto tende a ritardare la vegetazione delle gemme.

## Tassonomia
In letteratura scientifica si è tanto discusso su come classificare questa varietà, per il fatto che presenta grandi similitudini sia con A. balsamea sia con A. fraseri, con la conseguenza che per un certo periodo si è creata una grande confusione tassonomica; veniva classificata un'unica specie nativa degli Stati Uniti orientali (A. balsamea) con 3 varietà (A. balsamea var. balsamea, A. balsamea var. phanerolepis e A. balsamea var. fraseri). Successivamente (Liu, 1971), si è anche avanzata l'ipotesi che questa varietà fosse un ibrido naturale tra A. fraseri e A. balsamea (Abies intermedia), ma è stata confutata attraverso indagini recenti del DNA del cloroplasto i cui risultati mostrano una serie di aplotipi affini a A. balsamea e non a A. fraseri, avvalorando l'ipotesi della varietà biologica. Ipotesi ulteriormente suffragata da altri studi fitogeografici: si pensa che durante l'ultima glaciazione gli Appalachi fossero ricoperti da una foresta ininterrotta di abeti dal Canada alla Carolina del Nord. Al termine della glaciazione, con il cambiamento climatico, le foreste di abeti alle quote più basse vennero rimpiazzate da foreste di caducifoglie, con la conseguenza che A. balsamea si ritirò verso nord, A. fraseri alle alte quote in Virginia e Carolina del Nord, mentre A. balsamea var. phanerolensis rimase relegata in alcune zone ristrette di alta quota della Virginia e della Virginia Occidentale.Conseguentemente a tali discussioni, attualmente si classificano due specie distinte, Abies fraseri e Abies balsamea, e una varietà di quest'ultima, ovvero Abies balsamea var. phanerolepis.

### Sinonimi
Sono riportati i seguenti sinonimi:
- Abies balsamea subsp. phanerolepis (Fernald) A.E.Murray
- Abies balsamea f. phanerolepis (Fernald) Rehder
- Abies intermedia Fulling
- Abies phanerolepis (Fernald) T.S.Liu
- Abies × phanerolepis (Fernald) T.S. Liu

## Usi
L'abete di Canaan, soprattutto recentemente, è molto apprezzato come albero di Natale nel nord-est degli Stati Uniti. Il suo legno viene utilizzato in edilizia.

## Conservazione
Le subpopolazioni di questa varietà sono sparpagliate e isolate tra di loro, senza continuità di areale, sottoposte a rischi potenziali di stress dell'ecosistema a causa della presenza di polluzioni industriali (piogge acide), di potenziali agenti patogeni e del pericolo di incendi boschivi. Tuttavia permangono ancora scarse informazioni sull'effettiva estensione dell'areale e sulla consistenza numerica per una classificazione adeguata dello stato di conservazione; inoltre la classificazione tassonomica non è ancora pienamente stabilita con certezza. Per questi motivi questa varietà di A. balsamea viene classificata come DD (data deficient in inglese) nella Lista rossa IUCN.